# Fotografik
Als Fotografik bezeichnet man etwa ab Mitte des letzten Jahrhunderts fotografisch erzeugte Bilder, deren Bildgestaltung und Bildwirkung
vorwiegend auf grafischen Elementen beruht. Die Fotografik gehört zum Bereich künstlerische Fotografie und war bis dahin nicht gesondert ausgewiesen
(bedeutende Vertreter: Franz Fiedler; Edmund Kesting; John Heartfield; Klaus Staeck).

## Gruppen

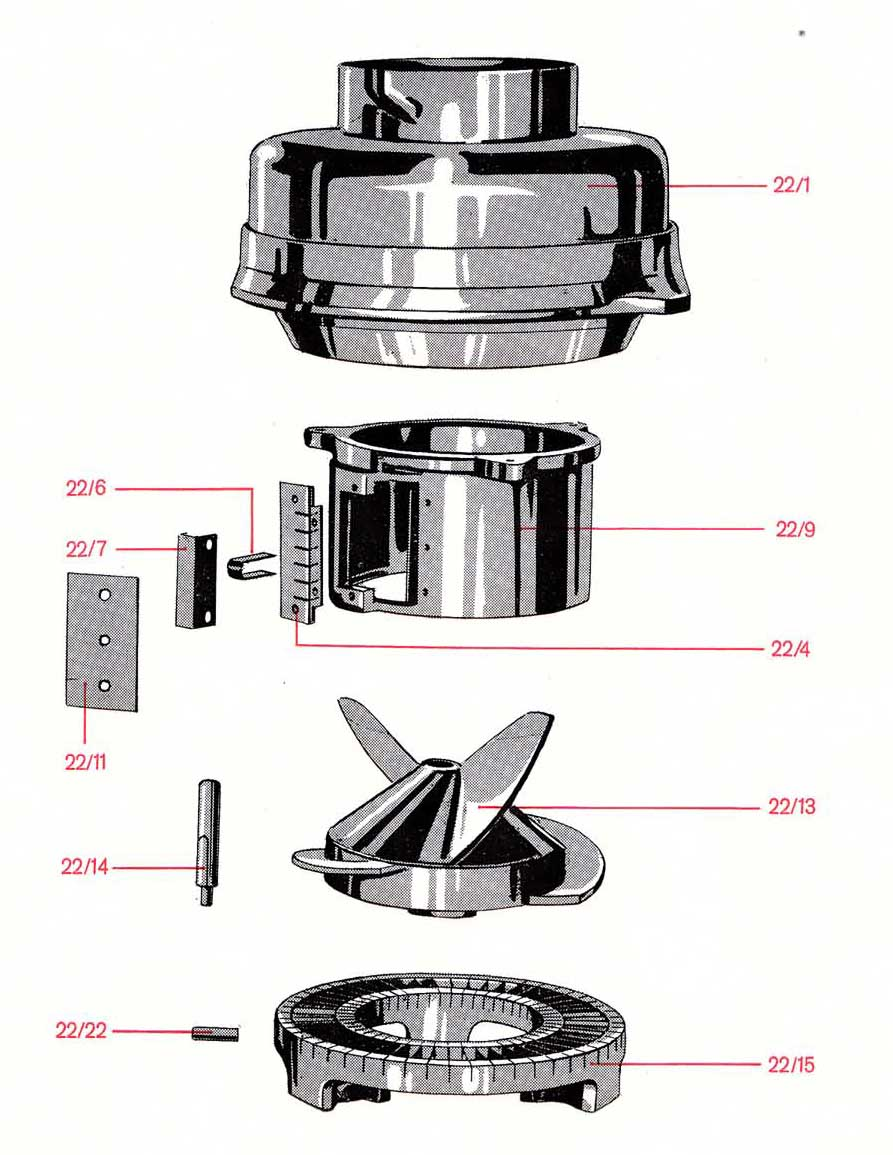

Die Fotografik umfasst vier oder fünf Hauptgruppen, die sich nicht streng formal begrenzen lassen. Die Gruppen gehen fließend ineinander über und überlagern sich.
- Die erste Gruppe sind "normale Fotos", in denen Flächen, Linien, Strukturen oder Farben das Bild vorwiegend beeinflussen.

Die Form, und weniger eine Aussage oder Inhalt, ist bildbestimmend.

Beispiele für grafische Fotos
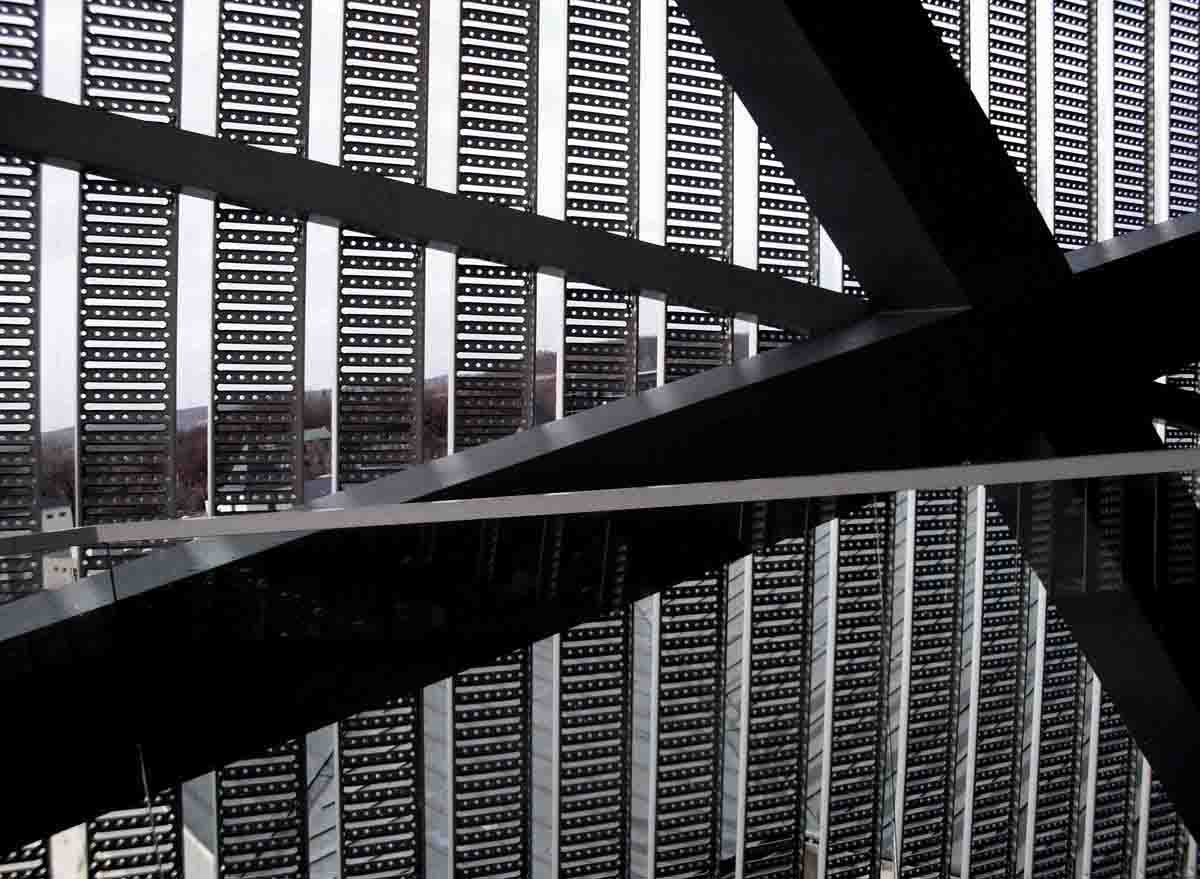
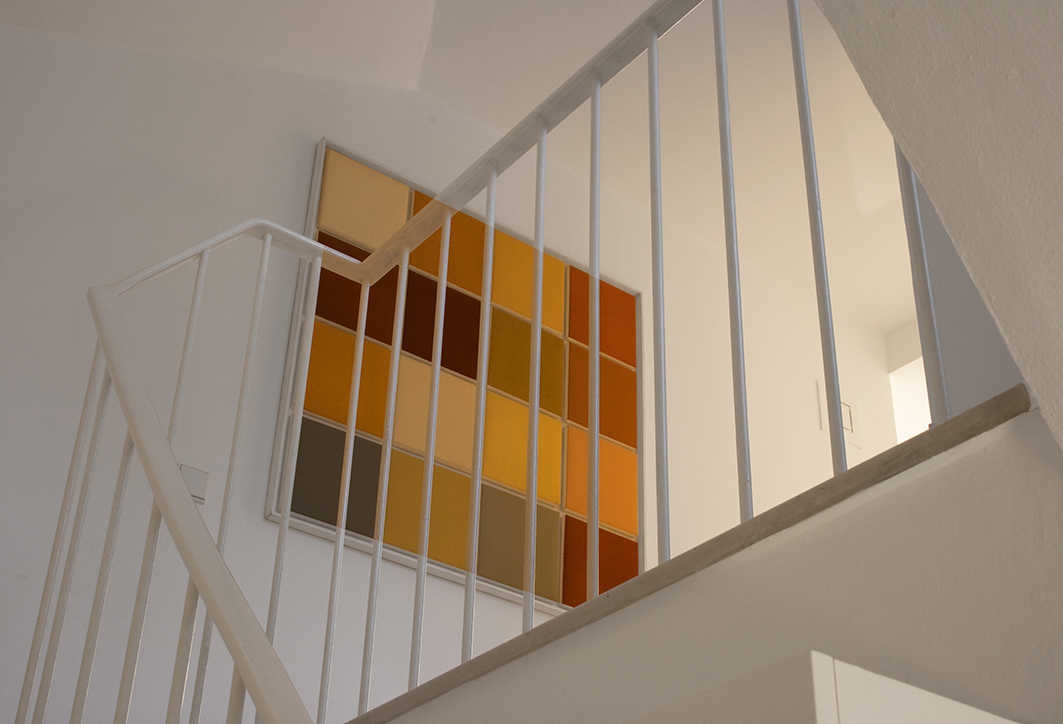
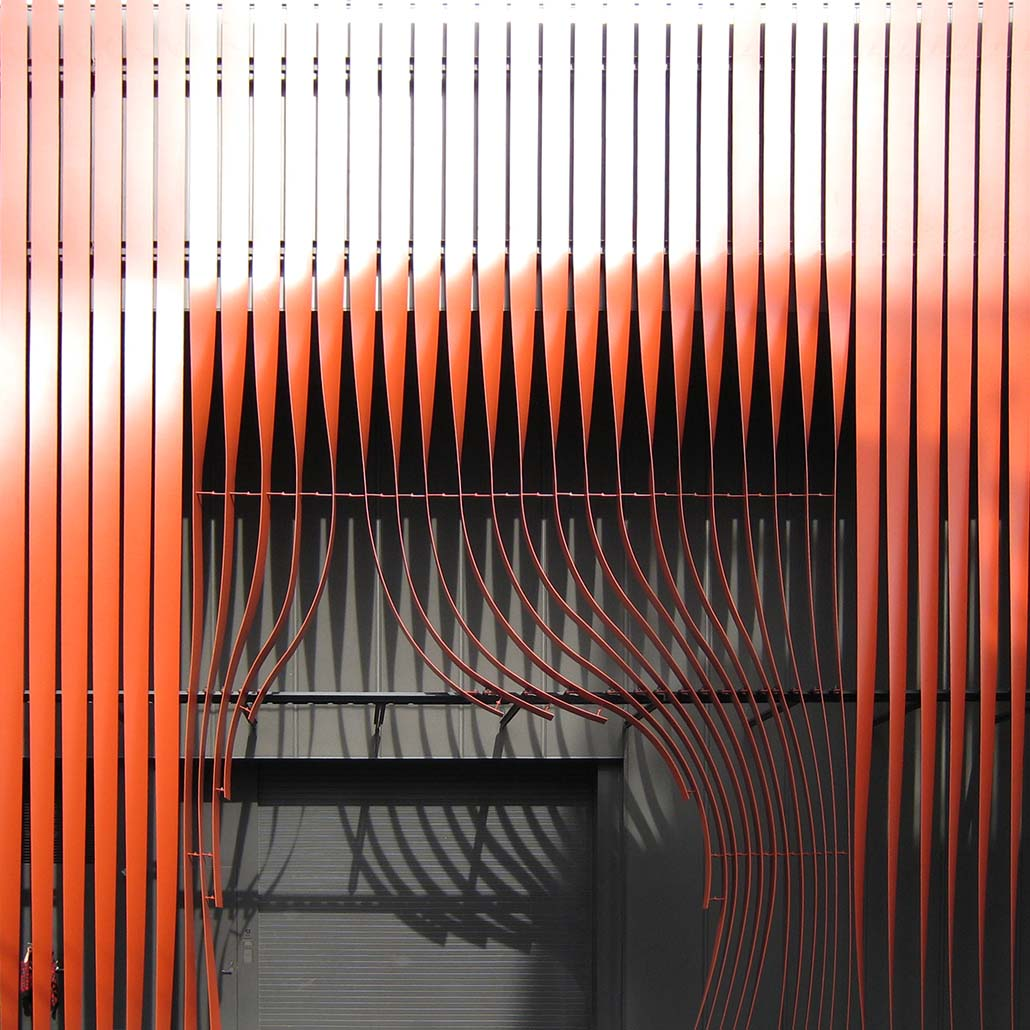
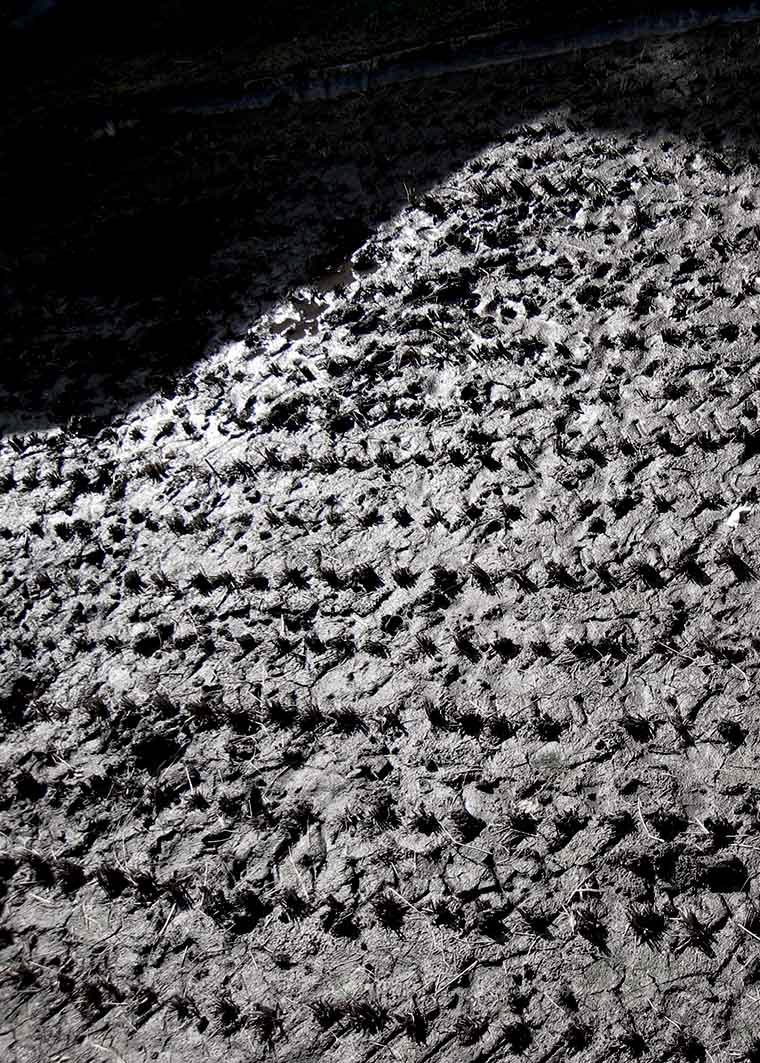

- Fotos, die im Nachhinein durch fototechnische Manipulation verfremdet sind, bilden die zweite Gruppe von Fotografiken.

Vielfältige Möglichkeiten der Laborpraxis, und heute digitaler Bildbearbeitung, verändern und/oder komprimieren Ton- sowie Farbwerte. Den Bildern ist oft der fotografische Ursprung nicht mehr anzusehen.
In diese Gruppe sind auch Übermalungen von Fotos einzuordnen.

Umsetzungen „normaler“ Fotos zu Fotografiken mittels fototechnischer bzw. digitaler Verfahren
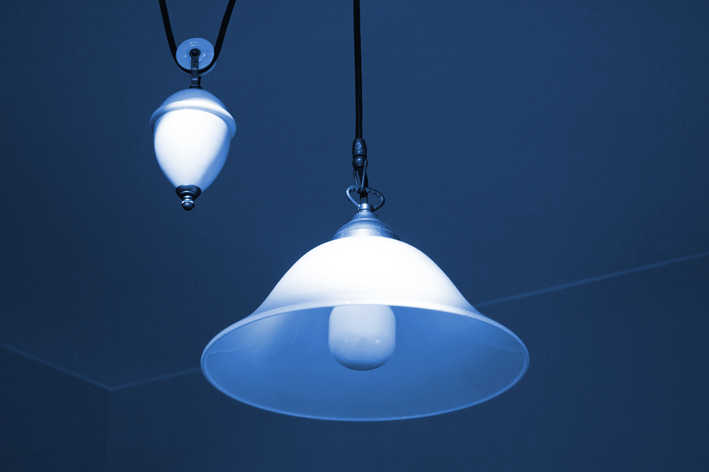
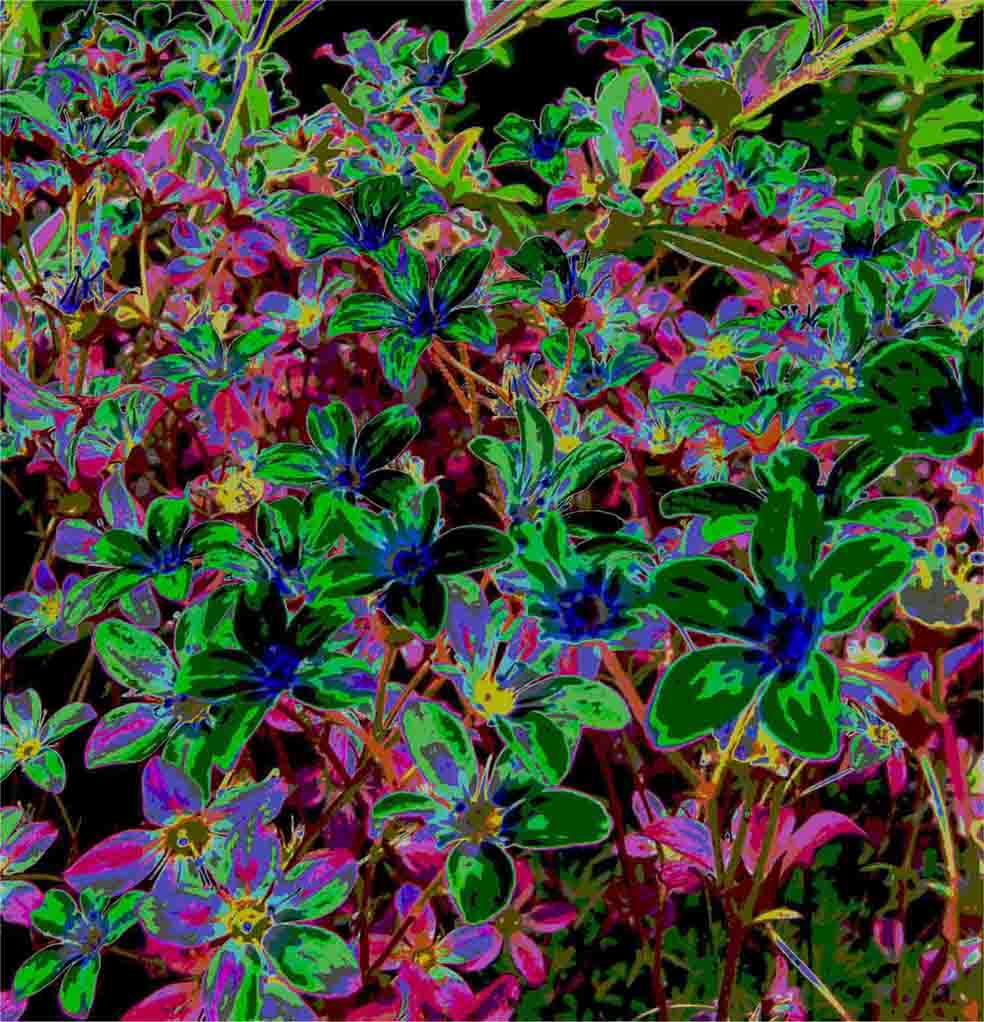
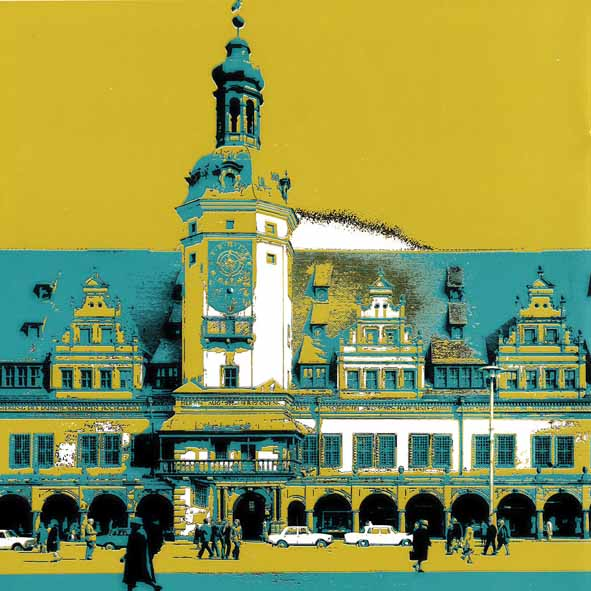
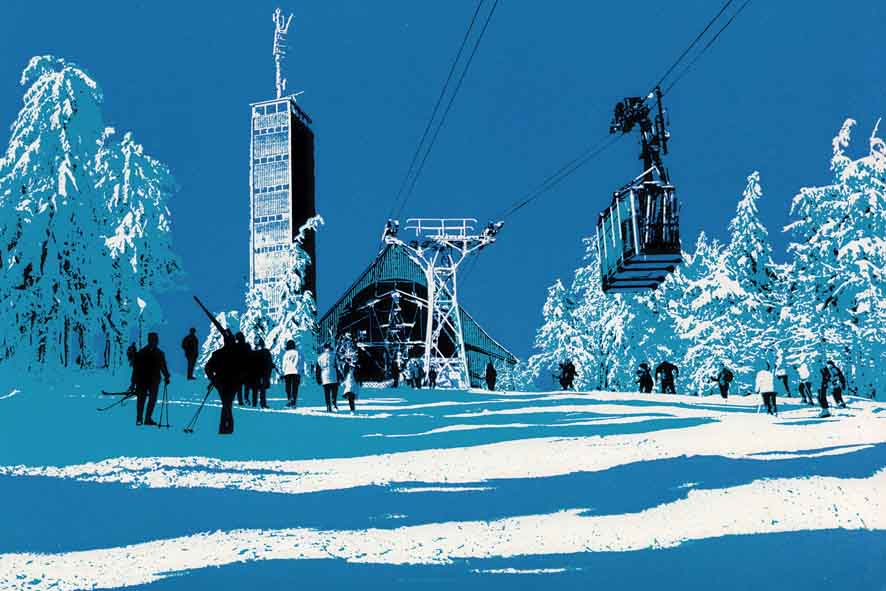
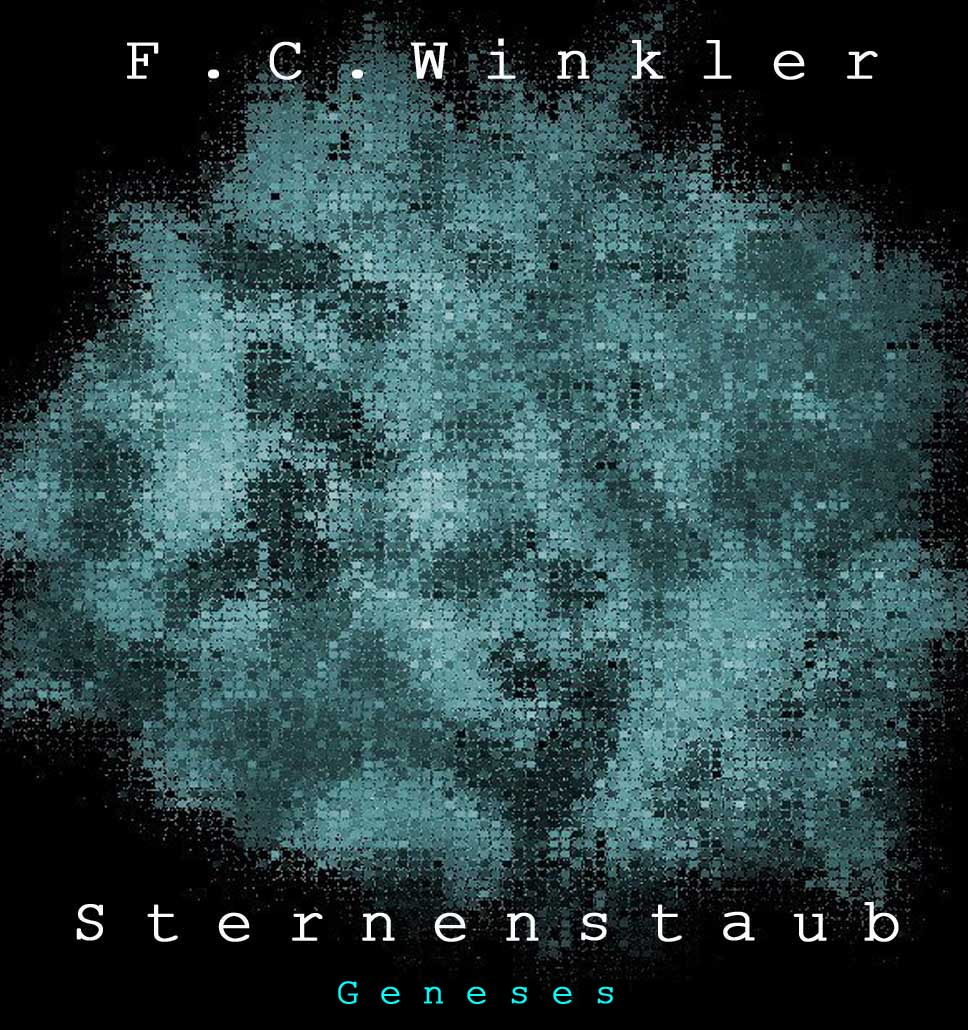

- Die dritte Gruppe der Fotografik bilden all die Kombinationen von Fotos mit Typografie und/oder Grafik. Das Foto und die Typografie/Grafik korrespondieren miteinander, wobei das Foto zumeist optisch bildbestimmend ist.

Die Gebrauchsgrafik nutzt diesen Bereich der Fotografie auf vielfältige Weise.

Beispiele für die gebrauchsgrafische Verwendung von Fotos
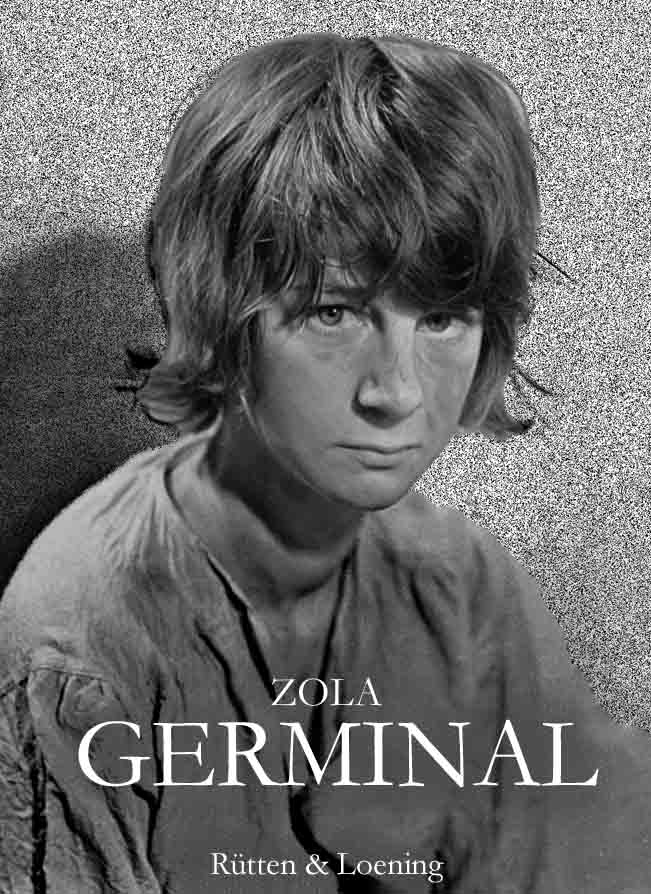
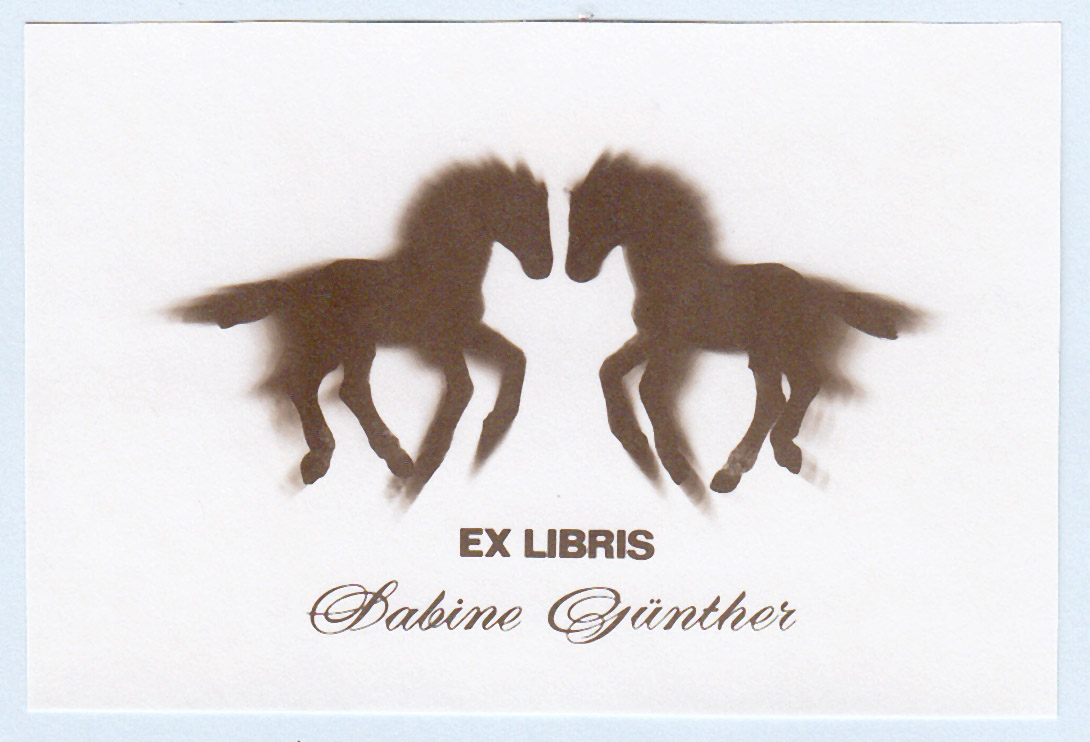
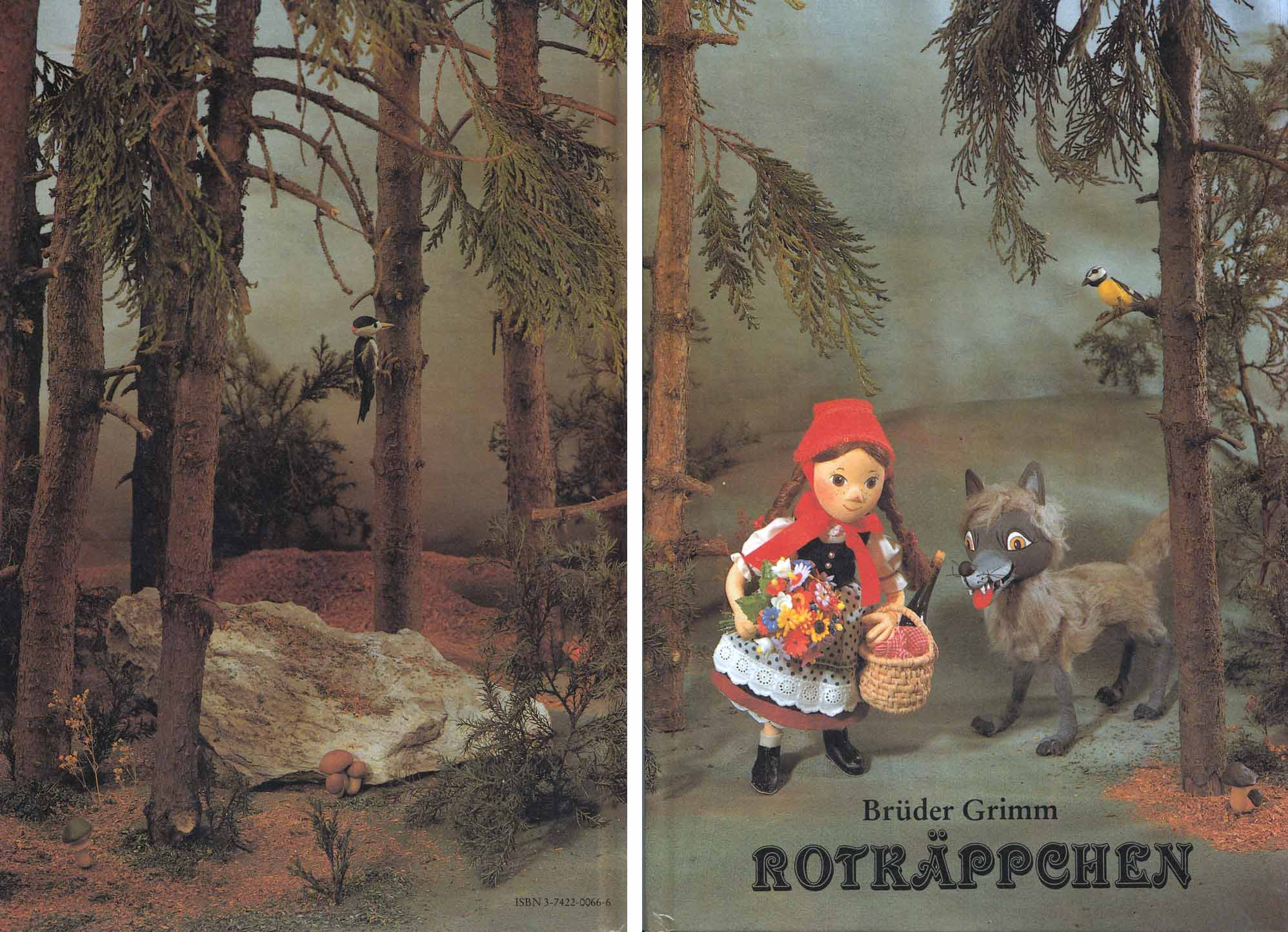
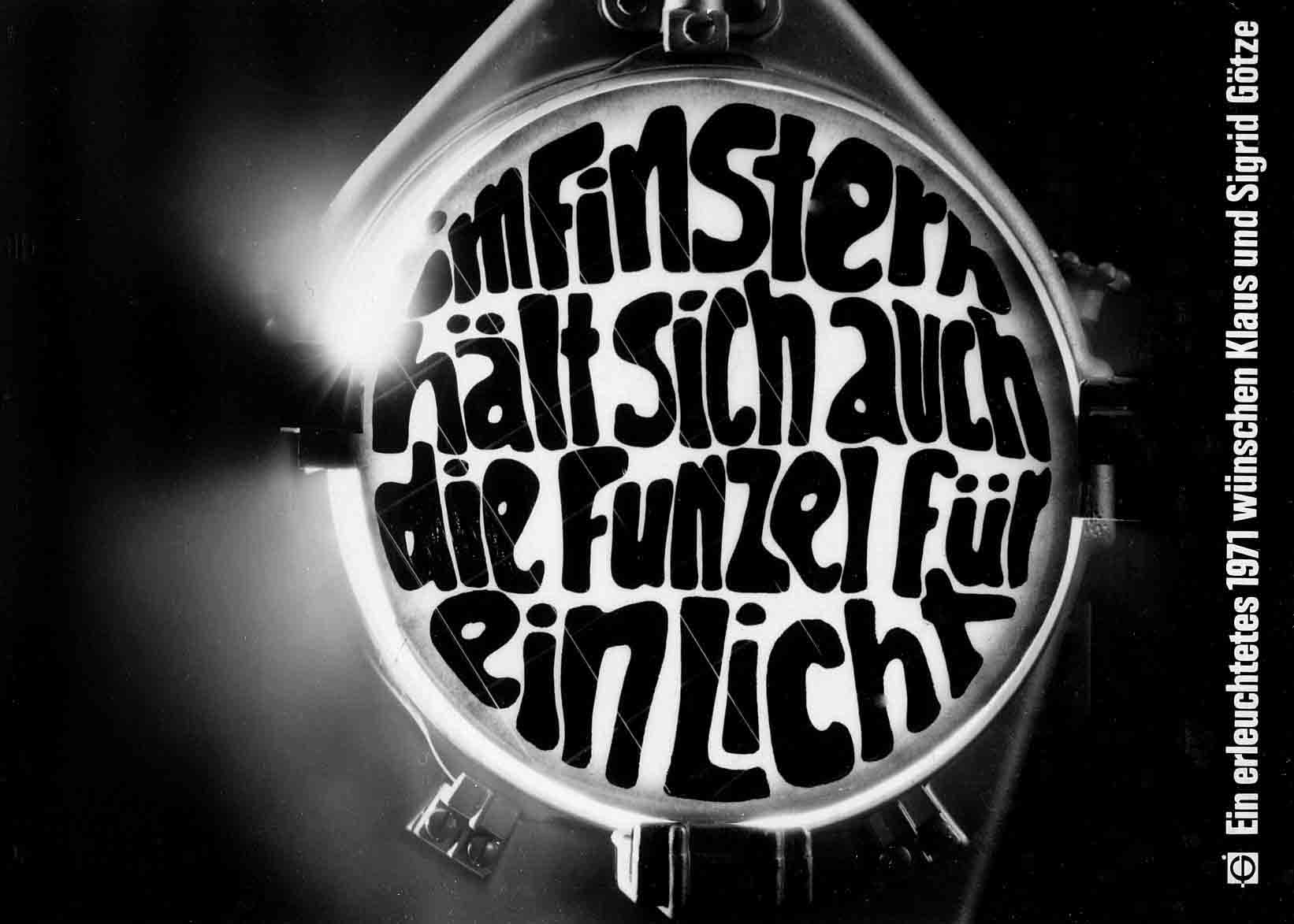

- Die vierte Gruppe bilden die Fotomontagen. Hier reichen die Montagen von rein technisch angewandter Zusammenstellung von Fotos bis zu künstlerischen Bildmontagen.

John Heartfield und Klaus Staeck sind wohl die bedeutendsten Vertreter, welche die Fotomontage bei der Gestaltung von Plakaten angewandt haben.

Fotomontage-Bildbeispiele
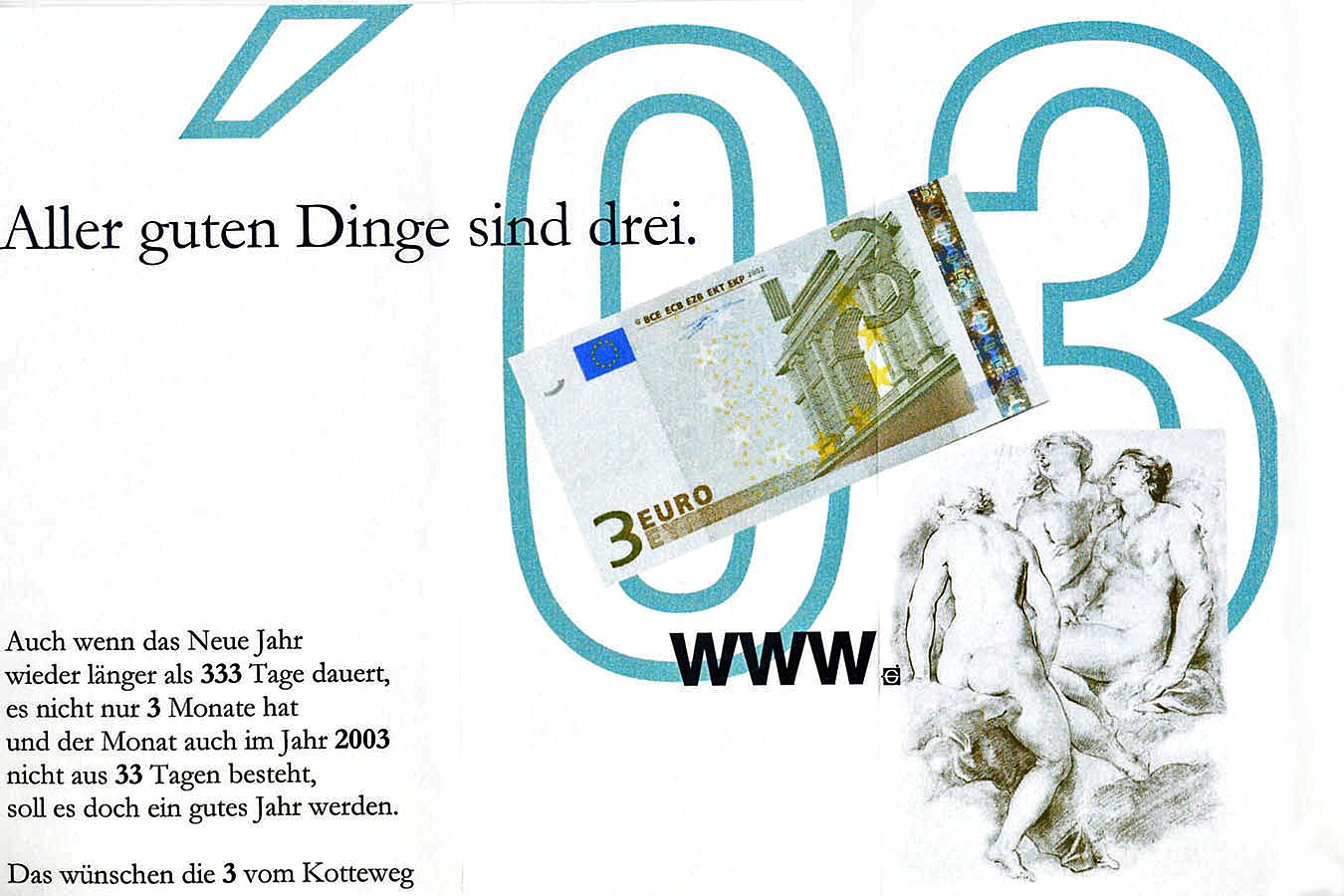
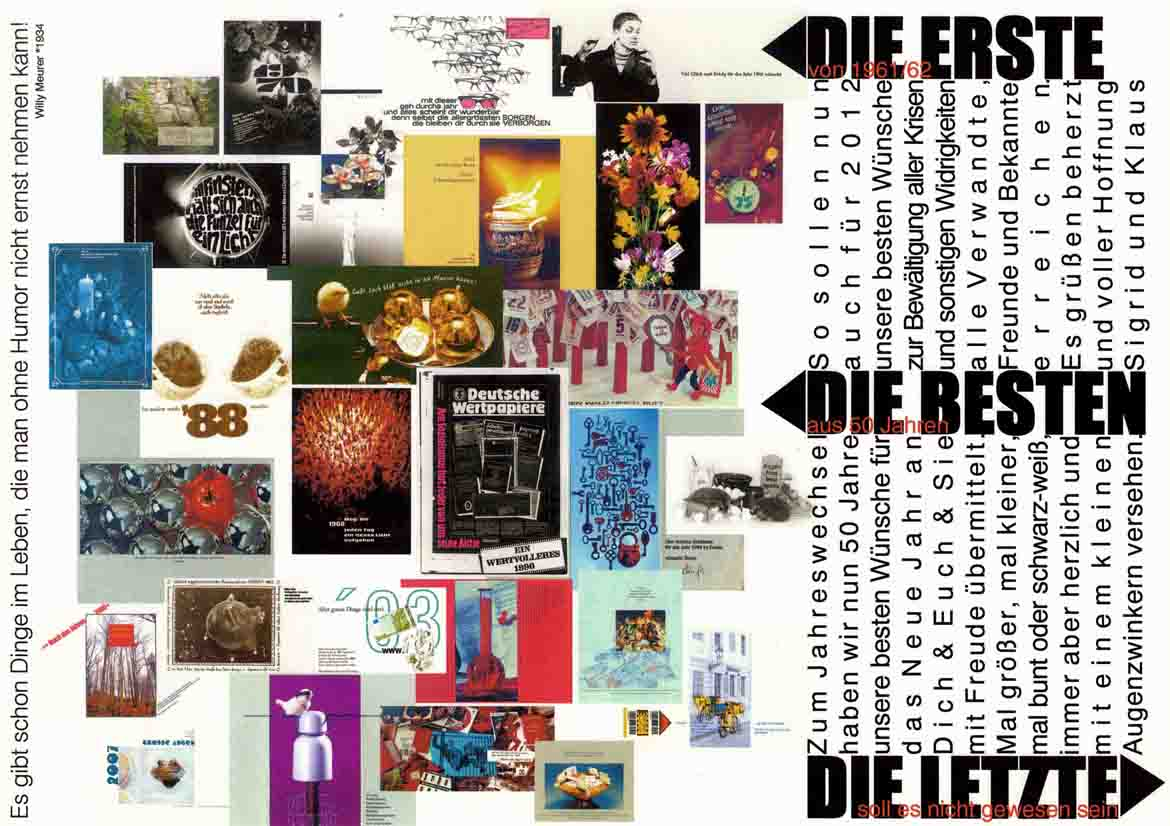
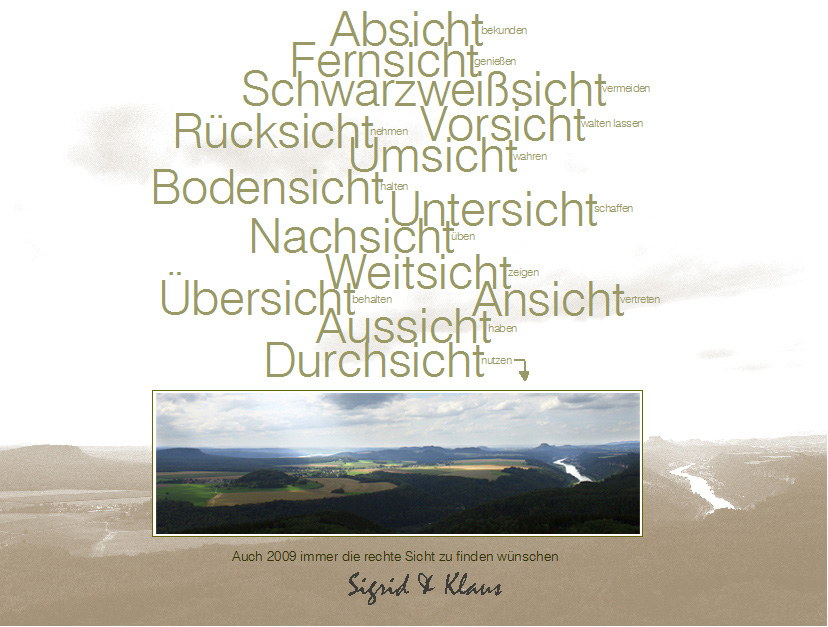

- Letztendlich als 5. Gruppe der Fotografik könnte man die Verwendung von Fotos als Vorlage für Grafiker bezeichnen. Hier werden Fotos auf verschiedenste Weise grafisch manuell überarbeitet.

Hier entstehen meistenteils Grafiken ohne künstlerischen Wert, weshalb sie nur bedingt als Fotografiken angesehen werden können.